# Galena (Maryland)
Galena é uma cidade  localizada no estado americano de Maryland, no Condado de Kent.

## Demografia
Segundo o censo americano de 2000, a sua população era de 428 habitantes.
Em 2006, foi estimada uma população de 511, um aumento de 83 (19.4%).

## Geografia
De acordo com o United States Census Bureau tem uma área de 0,9km², dos quais 0,9km² cobertos por terra e 0,0km² cobertos por água. Galena localiza-se a aproximadamente 18 m acima do nível do mar.

## Localidades na vizinhança
O diagrama seguinte representa as localidades num raio de 20km ao redor de Galena.